# SS Matera Calcio
Die Società Sportiva Matera Calcio ist ein italienischer Fußballverein aus Matera. Der Verein wurde 1933 gegründet und trägt seine Heimspiele im Stadio XXI Settembre-Franco Salerno aus, das Platz bietet für 7.500 Zuschauer. Matera spielte bisher ein Jahr in der Serie B und ist derzeit in der Serie D, der vierthöchsten Spielklasse in Italien, zu finden.

## Geschichte
Die Società Sportiva Matera Calcio wurde im Jahre 1933 in der Stadt Matera, mit heutzutage ungefähr 60.000 Einwohnern in der Region Basilikata im Süden Italiens gelegen. Zu Beginn hieß der Klub US Matera, nur drei Jahre später wurde daraus der AS Matera. 1948 benannte man sich in AS Matera Calcio um, zehn Jahre später folgte die Namensänderung zu Libertas Matera. Auch dieser Name hielt jedoch nicht lange an, nach Ende der Saison 1963/64 nahm der Verein den Namen FBC Matera an. Unter diesem Namen fiel dann schließlich auch die erfolgreichste Zeit des Fußballs in Matera.
In den Jahren nach der Vereinsgründung spielte Matera lange Jahre auf regionaler Ebene Fußball. Erstmals in diese Spielklasse stieg der FBC Matera im Jahre 1968 auf. Nach drei Jahren in der Serie D hatte man in der Spielzeit 1967/68 den ersten Platz in der Girone G mit einem Vorsprung von vier Punkten vor dem AC Savoia 1908 belegt und schaffte den erstmaligen Sprung in die Drittklassigkeit. Dort konnte sich der FBC Matera etablieren und hielt sich in der Folge sieben Jahre in dieser Liga. Nach dem Wiederabstieg in die Serie D 1975 gelang aber die sofortige Rückkehr, und man etablierte sich erneut in der dritthöchsten Spielklasse. In der Saison 1978/79 belegte das Team von Trainer Francesco Di Benedetto den ersten Platz in der Girone B der Serie C1 und schaffte aufgrund des besseren Tordifferenz gegenüber dem SC Pisa den erstmaligen Aufstieg in die Serie B. Und angekommen in der Zweitklassigkeit sorgte Matera gleich für Furore. Einem 1:1-Unentschieden zum Auftakt beim CFC Genua folgte ein 1:0-Sieg gegen den AS Taranto. Mit der Zeit verschlechterten sich die Leistungen des FBC Matera allerdings und am Ende der Saison stand nur der letzte Tabellenplatz zu Buche. In 38 Ligaspielen war man nur auf 26 Zähler gekommen und musste so zusammen mit der US Sambenedettese, Ternana Calcio sowie dem AC Parma den Gang zurück in die Serie C1 antreten.
Auch in der Serie C1 wusste der FBC Matera auf einmal nicht mehr zu überzeugen und wurde direkt in die Serie C2 durchgereicht. Dort war man bis 1987 zu finden, ehe einhergehend mit einer Insolvenz der Neustart im Regionalfußball folgte. 1991 kehrte Matera in die Serie C2 zurück und schaffte zwei Jahre darauf sogar den Aufstieg in die Serie C1, aus der man jedoch gleich wieder abstieg. 1997 war Matera erneut pleite und musste wieder zwangsabsteigen. Nach der abermaligen Neugründung kehrte Matera relativ schnell in die Serie D zurück und wurde zu einem Dauergast in dieser Liga. Erst 2014 stand erneut eine Klassenänderung an. Der mittlerweile in SS Matera Calcio umbenannte Klub wurde Erster in der Girone H der Serie D mit zwei Punkten vor Taranto und sicherte sich damit die Rückkehr in die dritte Liga, die nunmehr unter dem Namen Lega Pro läuft.

## Erfolge
- Serie C1: 1× (1978/79)
- Serie D: 3× (1967/68, 1975/76, 2013/14)
- Campionato Interregionale: 1× (1990/91)
- Coppa Italia Serie D: 1× (2009/10)

## Bekannte Spieler
- Luigi De Canio
- Giovanni Di Lorenzo
- Daniele De Vezze
- Doudou Diaw
- Roberto Mirri
- Dragutin Ristić
- Angelino Rosa
- Fernando Veneranda